# Axel Tønnesen Viffert
Axel Tønnesen Viffert til Axelvold i Skåne (død 3. juni 1580) var en dansk rigsråd.
Han var søn af Tønne Tønnesen Viffert til Brolykke og Christence Jensdatter Ulfstand. 
Han nævnes første gang 1551. Han var i 1558-59 hofsinde og kongens kammertjener og deltog som sådan som udsending til England. 
I 1559 forlod han hoffet og fik Ønnestad og Strø Len i pant, og 25. februar 1560 holdt han i Nyborg bryllup med Anne Andersdatter Lindenov, der førte den skånske hovedgård Alnerup med i ægteskabet. Samme år fik han sit første større len, Landskrone Len, hvorimod Ønnestad og Strø indløstes fra ham i 1563. Året efter fik han Svaløf Len i pant, som han beholdt uafløst til sin død. 
Under Den Nordiske Syvårskrig gjorde han tjeneste dels som proviantmester, dels som ritmester. I september 1565 skulle han sammen med Steen Clausen Bille anføre de skånske bønder på et tog ind i Sverige; men toget mislykkedes fuldstændig. I 1567 sendtes han til Ditmarsken for at hverve tropper, og i 1569 sendtes han til Norge for at undersøge forholdene i Akershus Len. 
Han var i 1565 forflyttet som lensmand fra Landskrone til Riberhus, og her fra kom han 1571 til Nyborg, som han beholdt til 1579. Derefter var han et år lensmand på Ålborghus, indtil han kort før sin død fik Malmøhus. 
Omkring 1574 fik han sæde i rigsrådet, og som sådan var han i 1578 i Norge for at sidde i retterting. Foruden Alnerup ejede han delvist Ørup, som var arv efter moderen, Skotterup i Halland, som han imidlertid 1579 byttede mod den skånske hovedgård Møllerup, og endelig Axelvold, som han selv havde oprettet som hovedgård. Han ejede i Jylland en part i hovedgården Nebbe, som han i 1576 byttede mod krongods i Hellum Herred, af hvilket han oprettede en hovedgård Viffertsholm. Til denne gav kongen ham i 1578 fri birkeret og andre privilegier. 
Han døde 3. juni 1580 på Malmøhus, og hans død blev antaget at være forårsaget af forhekselse og en hekseforfølgelse sat ind, hvis nærmere forløb dog ikke kendes. 
Sin første hustru havde han mistet 23. december 1564. Derefter giftede han sig med Anne Iversdatter Krabbe, der 1595 giftede sig med Erik Kaas til Voergård, og igen blev enke i 1598 og døde 14. november 1625.